# سامو
سامو (به ایتالیایی: Samo) یک کومونه در ایتالیا است که در استان رجو کالابریا واقع شده‌است.

## خصوصیات
سامو ۵۰ کیلومترمربع مساحت و ۱٬۰۹۱ نفر جمعیت دارد و ۳۹۰ متر بالاتر از سطح دریا واقع شده‌است.